# Rodolfo Vantini
Rodolfo Vantini (Brescia, 17 gennaio 1792 – Brescia, 17 novembre 1856) è stato un ingegnere e architetto italiano.

## Biografia e carriera

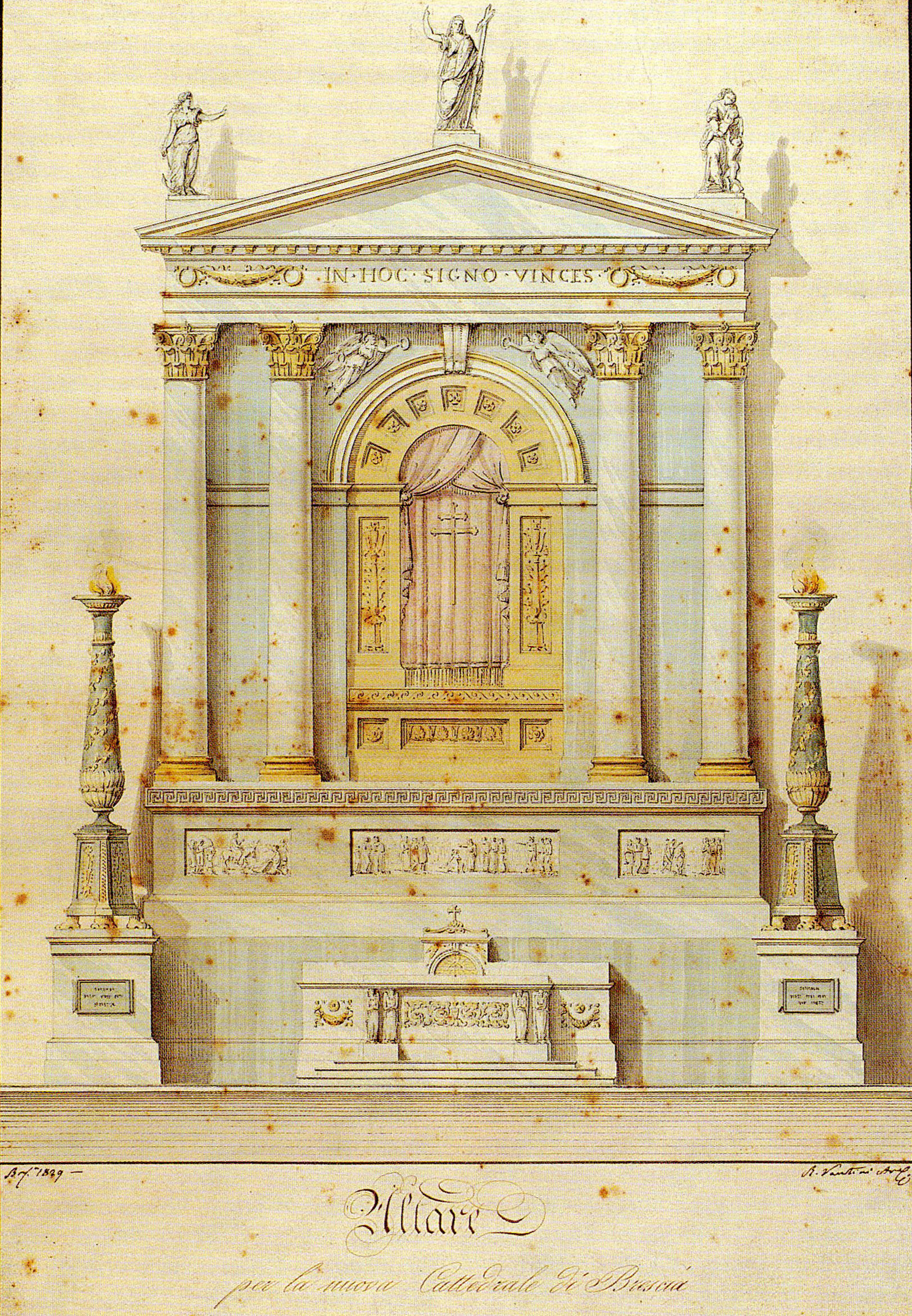
Progetto per l'altare delle Croci all'interno del Duomo nuovo di Brescia.

Figlio del pittore e imprenditore edile Domenico Vantini, attorno al 1813 realizzò, come prima opera, il cimitero di Brescia, il primo cimitero monumentale italiano, prototipo di tutti i cimiteri neoclassici dell'Ottocento. L'opera lo impegnò per tutta la vita tanto che i bresciani presero a chiamarla semplicemente "Vantiniano". All'interno del complesso monumentale è presente la torre del faro: una colonna alta 60 metri culminante con una grande lanterna. Durante una visita l'architetto tedesco Heinrich Strack, rimase talmente colpito da realizzare una copia per la città di Berlino: l'odierna Colonna della Vittoria. Strack confessò "di essere rimasto colpito dal capolavoro del Vantini e di non aver saputo creare nulla di più bello".
Successivamente progettò molti cimiteri in tutta la provincia oltre che numerosi monumenti funebri.
Oltre ad insegnare al Liceo-Ginnasio "Arnaldo" di Brescia, ideò la scuola di disegno di Rezzato per addestrare ed affinare le capacità lavorative delle maestranze che lavoravano i marmi delle cave di Rezzato. Nel 1857, subito dopo la sua morte, la scuola assunse il nome di "Istituto Vantini". Con la sua scuola lavorò alla realizzazione di diversi palazzi signorili della provincia di Brescia, particolarmente nella zona di Quinzano d'Oglio e di Castiglione delle Stiviere, in provincia di Mantova.
Agli inizi dell'Ottocento diresse la ristrutturazione della parrocchiale e del municipio di Iseo. Del 1822 è l'arco del Granarolo in via Dieci Giornate, con sculture di Giovanni Fantoni. Durante questi anni si occupò della ricostruzione della facciata, di alcune cappelle e della sacrestia della chiesa di San Vincenzo in Calcinato. Nel 1826 vinse un concorso - cui parteciparono 32 concorrenti - per la realizzazione dei Caselli Daziari di Porta Venezia a Milano, che furono realizzati tra il 1827 ed il 1828.  Negli anni successivi curò il completamento del complesso, originariamente disegnato dal Piermarini e proseguito dal Luigi Cagnola, ma mai terminato.  Nel 1833 collocò le statue e i rilievi che diedero all'opera il suo aspetto definitivo.
Ultima opera, che il Vantini non vedrà completata a causa della morte, è la caratteristica tomba Bonomini o tomba del cane.

## Opere

### Palazzi
- Palazzo Thun a Trento (ristrutturazione) 1831, oggi sede del Municipio.
- Palazzo dei Grani, oggi sede comunale, Iseo 1833
- Palazzo Frizzoni, oggi sede comunale, Bergamo (1836-1840).
- Palazzo Pastore, Castiglione delle Stiviere, Mantova.
- Palazzo Tosio, Asola
- Villa Crella, Bellagio, Como

### Cimiteri

Il Cimitero monumentale di Brescia.

- Brescia,
- Salò,
- Manerbio,
- Travagliato,
- Pralboino,
- Rovato,
- Ovanengo,
- Padernello,
- Torbole Casaglia
- Rezzato.

### Altre architetture
- I caselli di Porta Venezia a Milano.
- Arco del granaio, Brescia.
- Tomba Bonomini, (Tomba del cane) Brescia. (1860)
- La facciata, alcuni altari e la sacrestia della chiesa di San Vincenzo, Calcinato.

Affreschi
- Soffitto monocromo del salone di palazzo Poncarali-Oldofredi, oggi sede del Liceo classico Arnaldo a Brescia.
- Interni della Chiesa di San Clemente a Brescia.

### Opere di restauro
- Restauro della facciata della Chiesa di San Francesco d'Assisi a Brescia (1839)
- Casa Riva a Castel Goffredo[4]

## Persone legate al Vantini
- Antonio Tagliaferri, architetto.